# Peter Schattschneider
Peter Schattschneider (n. 1950, Viena, Zonele aliate de ocupație din Austria) este un fizician austriac și scriitor de literatură științifico-fantastică. Cercetările sale s-au axat pe microscopia electronică, în special pe spectrometria pierderii de energie a electronilor (EELS) și pe interacțiunile inelastice dintre electroni și materie. El este, de asemenea, interesat de istoria fizicii, de știința din science fiction și de rolul științei în societate. Grupul său de la Universitatea Tehnică din Viena a fost responsabil pentru descoperirea dicroismului circular magnetic cu electroni (EMCD) în 2006.

## Biografie și carieră
Peter Schattschneider și-a luat diploma de licență în fizică în 1973 la Universitatea Tehnică din Viena, cu o teză intitulată Profiluri de difuzie a razelor X în straturi subțiri (în germană Röntgenographische Bestimmung von Diffusionsprofilen in dünnen Schichten).  În 1976 a reușit să susțină cu succes la aceeași universitate o teză de doctorat cu privire la Determinarea constantelor rețelei ale aliajelor binare din profilele de difracție cu raze X (în germană Die Ermittlung von Gitterkonstantenspektren binärer Legierungen aus Röntgenbeugungsprofilen).  Din 1974 până în 1977, a lucrat la Universitatea din Viena, unde a obținut un grad mag. rer. nat. în predarea la colegiu a fizicii și matematicii. După ce a lucrat timp de câțiva ani în cercetarea senzorilor într-o întreprindere privată de inginerie, s-a întors la Universitatea Tehnică din Viena în 1980 ca asistent la Institutul de Fizică Aplicată și Tehnică, unde a devenit asistent universitar în 1988. 
În 1978, a publicat prima povestire științifico-fantastică (în germană Rechtsbrecher) și apoi a publicat alte povestiri în antologii și reviste. 
Din 1992 până în 1993, a lucrat la CNRS (Centrul Național Francez de Cercetări Științifice) din Paris. Din 1995 a fost profesor invitat la École centrale de Paris. Din 2000 până în 2006, a fost șeful nou-înființatului Serviciu Universitar de Microscopie Electronică de Transmisie la Universitatea Tehnică din Viena. Deși a fost pensionat oficial în 2015 , el este încă un cercetător activ. În octombrie 2016 a primit o decorație din partea Universității Tehnice din Viena pentru „cercetările sale privind spectrometria pierderii de energie a electronilor și dezvoltarea fundațiilor teoretice în domeniile ELNES, EMCD și, cel mai recent, fascicule de vortex electronic.”

## Premii
- 1981: Premiul Teodor Körner pentru munca sa la<i>EELS</i> .
- 1992: Kurd-Laßwitz-Preis pentru povestirea scurtă Pflegeleicht
- 1995: Kurd-Laßwitz-Preis pentru povestirea scurtă Brief aus dem Jenseits

## Lucrări

### Ca autor
Romane
- Singularitäten. Ein Episodenroman im Umfeld schwarzer Löcher . Suhrkamp, Frankfurt / M. 1984, ISBN: 3-518-37521-0

Povestiri scurte
- Zeitstopp. Science-fiction-Geschichten ( Phantastische Bibliothek, Bd. 76). Suhrkamp, Frankfurt / M. 1982, ISBN: 3-518-37319-6    .
- Selbstgespräch mit Protoplasma. Erzählungen aus der Zukunft . Verlag im Waldgut, Frauenfeld 2009, ISBN: 978-3-03-740384-6    (cu un epilog de Franz Rottensteiner).

Cărți de non-fictiune
- Fundamentals of inelastic electron scattering. Springer, Wien 1986, ISBN: 3-211-81937-1.

### Ca editor
- - Science Fiction - Werkzeug oder Sensor einer technisierten Welt? Vortragsreihe. EDFC, Passau 1995 (with Karlheinz Steinmüller)[14]
  - Linear and chiral dichroism in the electron microscope. Pan Stanford, Singapore 2012, ISBN: 9789814267489
- Franz Rottensteiner : Peter Schattschneider. Das Spiel mit der Wirklichkeit, în: Franz Rottensteiner: Im Labor der Visionen. Anmerkungen zur phantastischen Literatur. 19 Aufsätze und Vorträge aus den Jahren 2000-2012, Verlag Dieter van Reeken, Lüneburg 2013, ISBN: 978-3-940679-72-7   , S. 189-198.
- Günter Zettl: Interviu cu Peter Schattschneider, în: Science Fiction Times, 26 ianuarie 1984, Heft 9, S. 5-8.

## Vezi și
- Listă de fizicieni austrieci
- Listă de scriitori de literatură științifico-fantastică
- Listă de scriitori de limbă germană/S
- Științifico-fantasticul în Austria